# 34499 Yusukesakai
34499 Yusukesakai este o planetă minoră (asteroid), cu un diametru de 10,94 km, din centura de asteroizi. A fost descoperită pe 24 septembrie 2000 la Experimental Test Site⁠(d) de Lincoln Near-Earth Asteroid Research. 
Obiectul prezintă o orbită caracterizată de o semiaxă mare de 3,0487444 UAi, o excentricitate de 0,13, o înclinație de 8,87919 ° în raport cu ecliptica.